# Aspitates occidentalis
Aspitates occidentalis är en fjärilsart som beskrevs av Munroe 1963. Aspitates occidentalis ingår i släktet Aspitates och familjen mätare. Inga underarter finns listade i Catalogue of Life.